# Tiago Pereira
Tiago João Luís Pereira (Lisboa, 19 de septiembre de 1993) es un deportista portugués que compite en atletismo. Ganó una medalla de bronce en el Campeonato Mundial de Atletismo en Pista Cubierta de 2024, en la prueba de triple salto.

## Palmarés internacional
| Campeonato Mundial en Pista Cubierta | Campeonato Mundial en Pista Cubierta | Campeonato Mundial en Pista Cubierta | Campeonato Mundial en Pista Cubierta |
| Año                                  | Lugar                                | Medalla                              | Prueba                               |
| ------------------------------------ | ------------------------------------ | ------------------------------------ | ------------------------------------ |
| 2024                                 | Glasgow (Reino Unido)                | Medalla de bronce                    | Triple salto                         |